# 费利克斯·庞斯
费利克斯·庞斯·伊拉萨萨瓦尔（1942年9月14日—2010年7月2日），男，帕爾馬人，西班牙工人社会党党员。前西班牙众议院议长。
1942年出生于帕爾馬。1979年至1986年担任巴利阿里群岛社会党总书记。1985年至1986年出任费利佩·冈萨雷斯内阁地方政策大臣。1986年至1996年担任西班牙众议院议长。2010年因癌症在帕尔马去世。